# Maestro della Croce 432
Maestro della Croce 432 (Pisa, XII secolo – XIII secolo) è stato un pittore italiano.

## Biografia

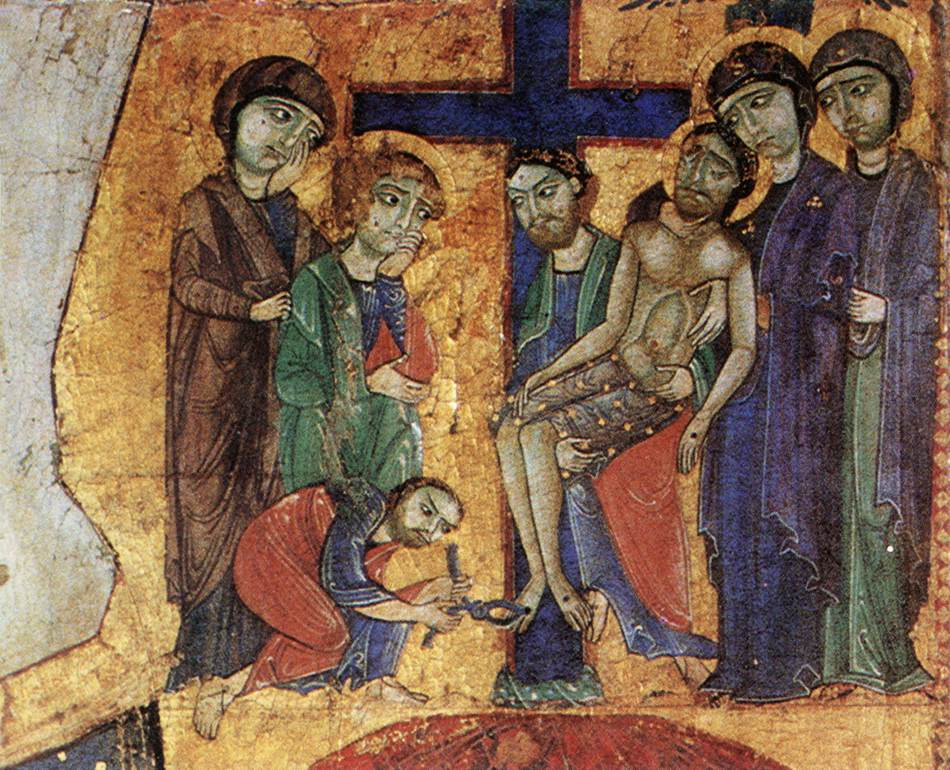
Storie della Passione, Deposizione dalla Croce

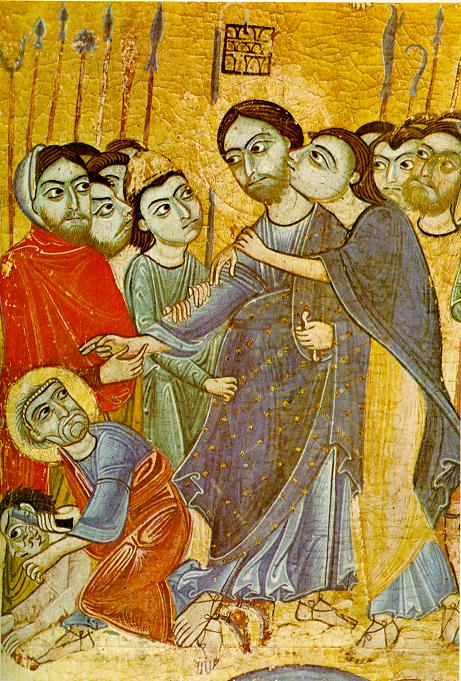
Bacio di Giuda

Con il nome Maestro della Croce 432 si indica l'artista anonimo toscano che eseguì il Crocifisso con storie della Passione e della Redenzione (Croce n. 432, identificata dagli storici dell’arte in base al numero dell’inventario del 1890 delle Gallerie fiorentine), già esposta nella Galleria dell'Accademia di Firenze e dal 1948 alla Galleria degli Uffizi.
Il suo autore è un maestro anonimo di altissima qualità, generalmente ritenuto pisano, anche se Miklós Boskovits ha parlato di un "anonimo fiorentino", conosciuto agli studi della storia dell'arte solo attraverso quest'opera, che è stata variamente inserita nell'ambito iniziale della pittura fiorentina o pisana, ora nell'ambito della pittura e miniatura greco-orientale o araba-armena-siriana-bizantina, mediata in ambiente pisano o fiorentino da mosaicisti attivi in area normanna che potevano essere saliti a Firenze o a Pisa per la decorazione di luoghi sacri, o genuina. L'ambito fiorentino troverebbe una conferma con le affinità con il Crocifisso di Alberto Sozio, opera firmata e datata 1187, che presenta un corpo stilizzato simile con contorni netti. Lo storico dell'arte Roberto Longhi sostenne l'origine non italiana dell'opera: «se il dipinto (cosa di per sé non assurda) fosse stato trovato in Cappadocia o in Armenia nessuno avrebbe trovato che ridire».
Da altri, il dipinto è stato posto in relazione con la pittura romano-spoletina o con la miniatura ottoniana e bavarese dell'XI-XII secolo.
Sta di fatto che la Croce, per acutezza di segno e per delicatezza cromatica, non è in contrasto con l'arte toscana del XIII secolo, particolarmente fiorentina, forse proprio per essa potendo costituire una specie di punto di partenza.
Anche la sua datazione è variamente giudicata: chi la ritiene tra le più arcaiche espressioni dell'arte toscana sulla metà del XII secolo e chi invece la colloca nella prima o sulla metà del secolo XIII.
Per quanto riguarda la provenienza dell'opera, l'analisi condotta dallo storico dell'arte Miklós Boskovits sui diciannove Crocifissi con scene nel tabellone centrale inclusi nel repertorio dello storico dell'arte Edward B. Garrison (1949), ha indotto lo storico a sostenere l'ipotesi che essa possa essere stata dipinta per un monastero femminile, forse ubicato tra Firenze e Pisa.